# Hoya bhutanica
Hoya bhutanica är en oleanderväxtart som beskrevs av A.J.C. Grierson och D.G. Long. Hoya bhutanica ingår i släktet Hoya och familjen oleanderväxter. Inga underarter finns listade i Catalogue of Life.